# 全国障害学生支援センター
全国障害学生支援センター（ぜんこくしょうがいがくせいしえんセンター，英名:Nationwide Support Center for Students with Disabilities）は、神奈川県相模原市に所在する、障害学生（大学など高等教育機関に在籍する障害者）を支援する非営利の障害当事者団体。障害者インターナショナルの日本国内組織、DPI日本会議の正会員。
東京都八王子市にあった自立生活センター（CIL）「わかこま自立生活情報室」が『大学案内障害者版』の活動を開始したのが前身である。中心メンバーの殿岡翼は当時、立正大学経済学部の学生であった。この「わかこま自立生活情報室」が中心となる形で1999年に全国障害学生支援センターが設立された。
大学の障害者受け入れ状況の調査し、バリアフリー等設備面だけでなく入試や学生生活を送る上での情報を集めた「大学案内 障害者版」の発行、障害学生の交流や相談や情報交換などを主な事業としている。2008年にバリアフリー・ユニバーサルデザイン推進功労者として内閣府特命担当大臣表彰優良賞を受賞した。
英語名は、Nationwide Support Center for Students with Disabilities。2022年、一般社団法人の法人格を得る。2025年3月には25周年記念イベントを開催

## 機関誌
機関誌は「情報誌・障害をもつ人々の現在」
創刊は、1995年12月。 年4回発行の季刊誌 ISSN 1883-1532

## 発行書籍
- 全国障害学生支援センター編 『大学案内2001障害者版』 全国障害学生支援センター、2000年、450頁。ISBN 4-9900747-1-8
- 全国障害学生支援センター編 『大学案内2002障害者版』 全国障害学生支援センター、2002年、500頁。ISBN 4-9900747-2-6
- 西村伸子編 『調査と体験文からみた 障害学生の現状とニーズ』 全国障害学生支援センター、2003年、124頁。ISBN 4-9900747-3-4
- 全国障害学生支援センター編 『大学案内2005障害者版』 全国障害学生支援センター、2005年、660頁。ISBN 4-9900747-4-2
- 全国障害学生支援センター編 『大学案内2008障害者版』 全国障害学生支援センター、2007年、669頁。ISBN 978-4-9900747-5-3
- 西村伸子編著 『みんなの思いが明日をひらく 障害学生からのメッセージ』 全国障害学生支援センター、2008年、120頁。ISBN 978-4-9900747-6-0

## 参考資料
- ａｒｓｖｉ ． ｃｏｍ 全国障害学生支援センター（立岩真也のホームページ）